# Chiesa della Santissima Trinità e Sant'Alessandro
La chiesa della Santissima Trinità e Sant'Alessandro è il principale luogo di culto cattolico della località di Villongo Sant'Alessandro di Villongo in provincia e diocesi di Bergamo; fa parte del vicariato di Predore.

## Storia
La chiesa ha una storia molto antica, risulta che il presbitero "Bonacursus presbiter"  della chiesa di Sant'Alessandro in località di Villongo fosse presente nell'elenco delle chiese sottoposte al censo del sinodo di Bergamo voluto dal vescovo Giovanni da Scanzo nel 1304. Nuovamente indicata nel 1360 nel "nota ecclesiarum", elenco ordinato da Bernabò Visconti che indicava i benefici delle chiese e monasteri di Bergamo per poterne definire i censi da versare alla chiesa di Roma e alla famiglia Visconti di Milano. Dal documento risulta che vi fossero censiti tre benefici.
San Carlo Borromeo arcivescovo di Milano nell'autunno del 1575 compì la visita pastorale diocesana a Bergamo, e il 16 settembre fu presente nella chiesa parrocchiale di Oleno di Villongo. Nella relazione viene indicata la chiesa campestre intitolata a Sant'Alessandro i cui diritti erano gestiti dalla chiesa della Santissima Trinità.
Alla fine del Settecento si decise la costruzione di un nuovo edificio il cui progetto fu affidato a Bernardo Fedrighini. Nel novembre del 1692 fu posata la prima pietra e la costruzione fu ultimata entro il 1727. Il nuovo edificio fu consacrato il 9 giugno 1738 dal vescovo di Bergamo Antonio Redetti il quale lo intitolò alla Santissima Trinità. Nella seconda metà del XIX secolo si rompe una chiave nella volta della chiesa minacciando di crollare. I lavori di consolidamento della volta furono affidati all'ingegnere Cancelli. Del medesimo periodo fu la realizzazione della facciata in pietra di Sarnico.
Il 25 giugno 1781 la chiesa fu visitata dal vescovo Giovanni Paolo Dolfin. Agli atti della visita fu allegata la relazione del rettore della parrocchiale il quale indicò che l'intitolazione a sant'Alessandro di Bergamo proveniva dall'antica parrocchiale di Sant'Alessandro martire che però era diventata chiesa cimiteriale. Con la costruzione del nuovo edificio intitolato alla Santissima Trinità tutti i benefici erano passati alla nuova chiesa che aveva l'altare maggiore retto dalla scuola del Santissimo Sacramento, quello dell'Immacolata Concezione con la confraternita omonima e della Santissima Trinità, mentre un terzo intitolato a sant'Alessandro di Bergamo. Vi era inoltre il luogo pio della Misericordia e la scuola della dottrina cristiana. La parrocchiale era retta da un parroco beneficiario coadiuvato da tre sacerdoti e da un chierico. La chiesa era inserita nel vicariato di Calepio. Nel 1781 risulta ancora intitolata al santo martire di Bergamo.
Con decreto del 27 maggio 1979 del vescovo Giulio Oggioni la chiesa fu inserita nel vicariato locale di Predore.
Nel XX secolo la chiesa necessitava di opere di mantenimento e consolidamento e nuove decorazioni, lavori che furono ripresi nel secondo decennio del XXI secolo.

## Descrizione

### Esterno
L'edificio di culto posto al centro della località è anticipato dal sagrato che lo collega alla strada. La facciata neoclassica divisa in due ordini da una cornice, presenta una parte centrale più avanzata con due lesene complete di zoccolatura e capitelli corinzi e le due sezioni laterali più arretrate delimitate da le medesime lesene. Il portale centrale in stile settecentesco è in pietra arenaria è composto da lesene che reggono la trabeazione con fregio e il timpano curvo spezzato.
L'ordine superiore ha una grande apertura semisfondata e semicircolare atta a illuminare l'aula, con contorno in arenaria dove vi è in altorilievo la raffigurazione di due angeli. Il frontone termina con una cornice in muratura dove sono poste le statue di san Domenico, sant'Alessandro e santa Francesca Romana, e il timpano triangolare posto più retrocesso.

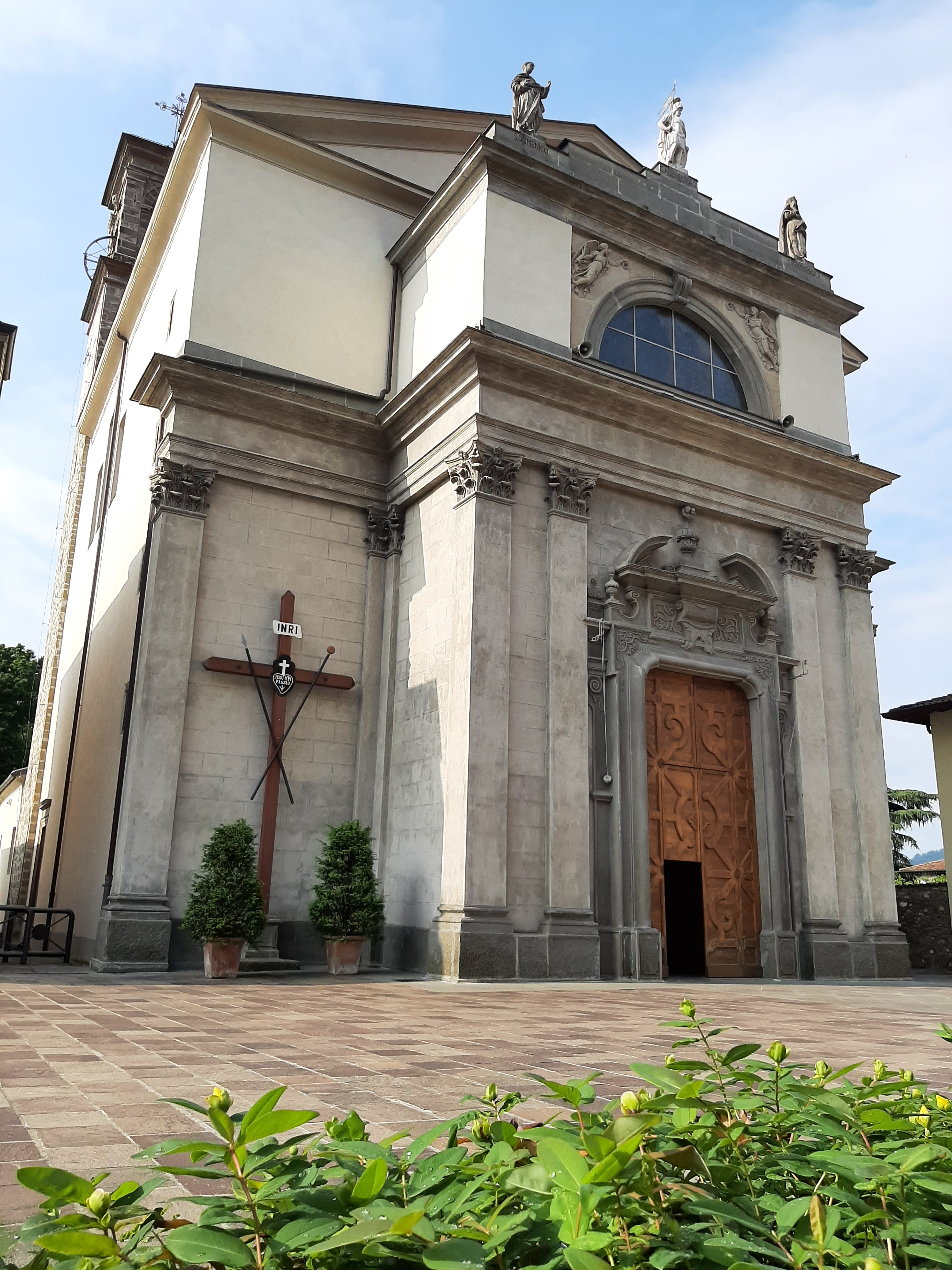
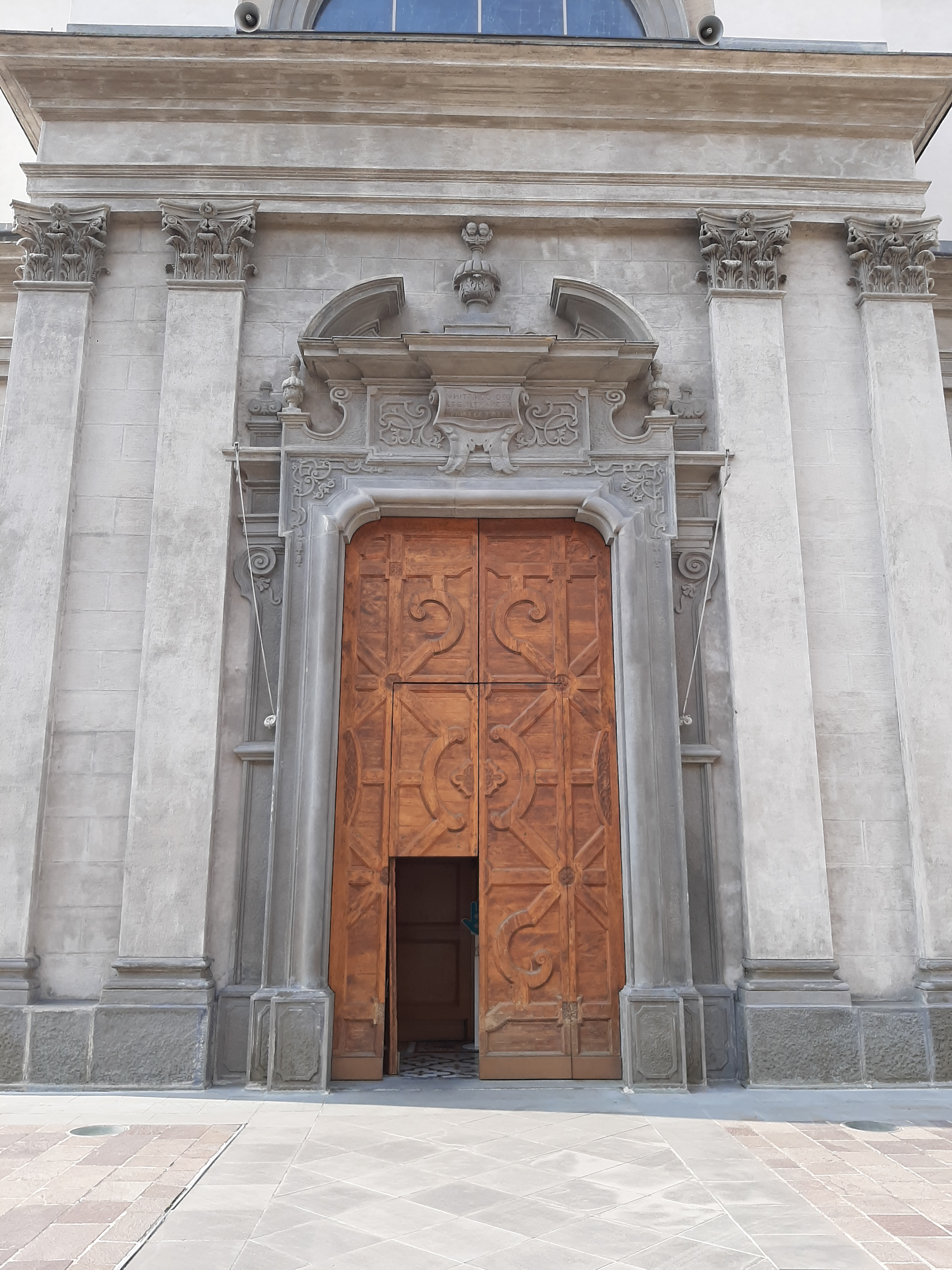
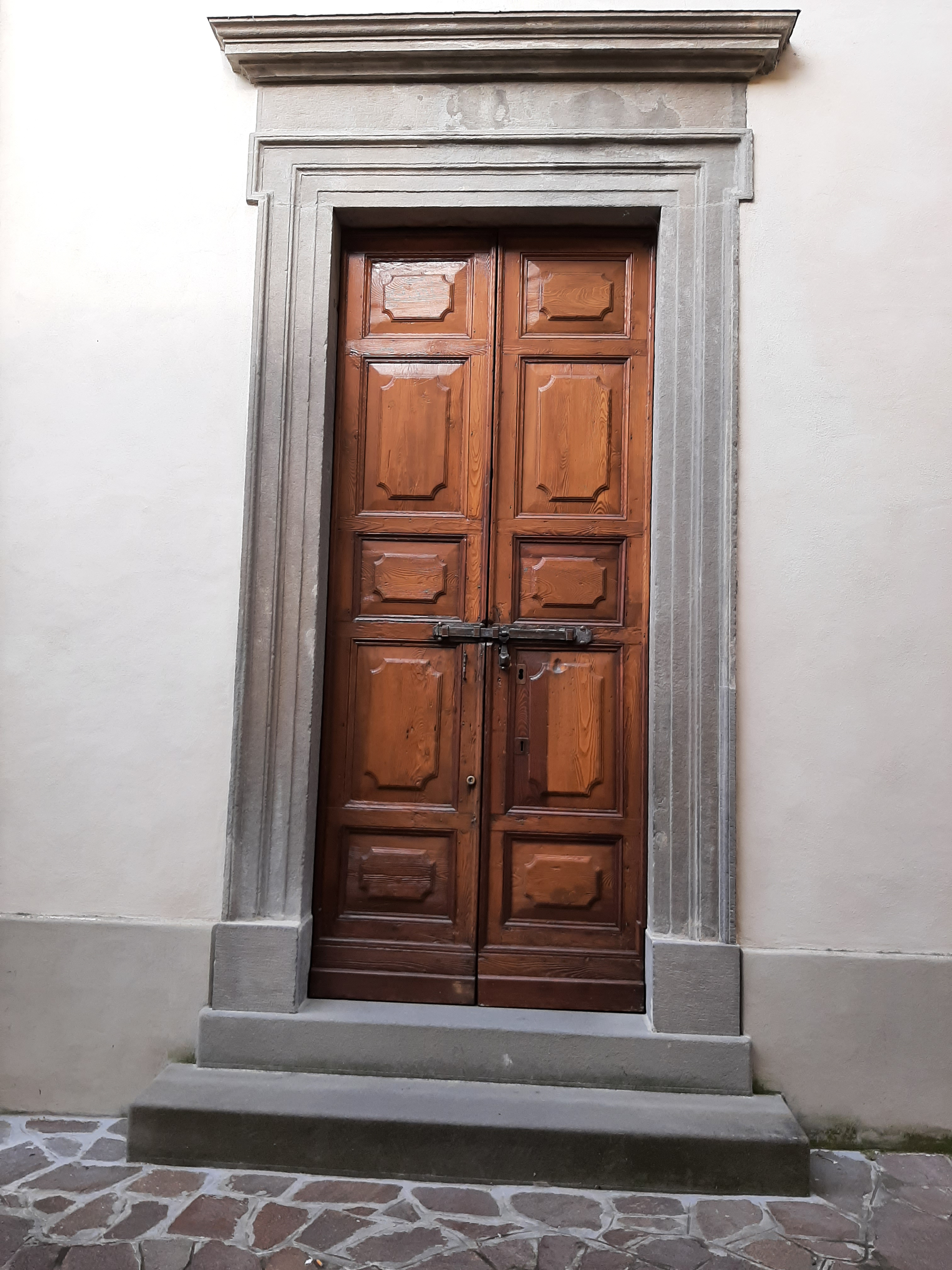
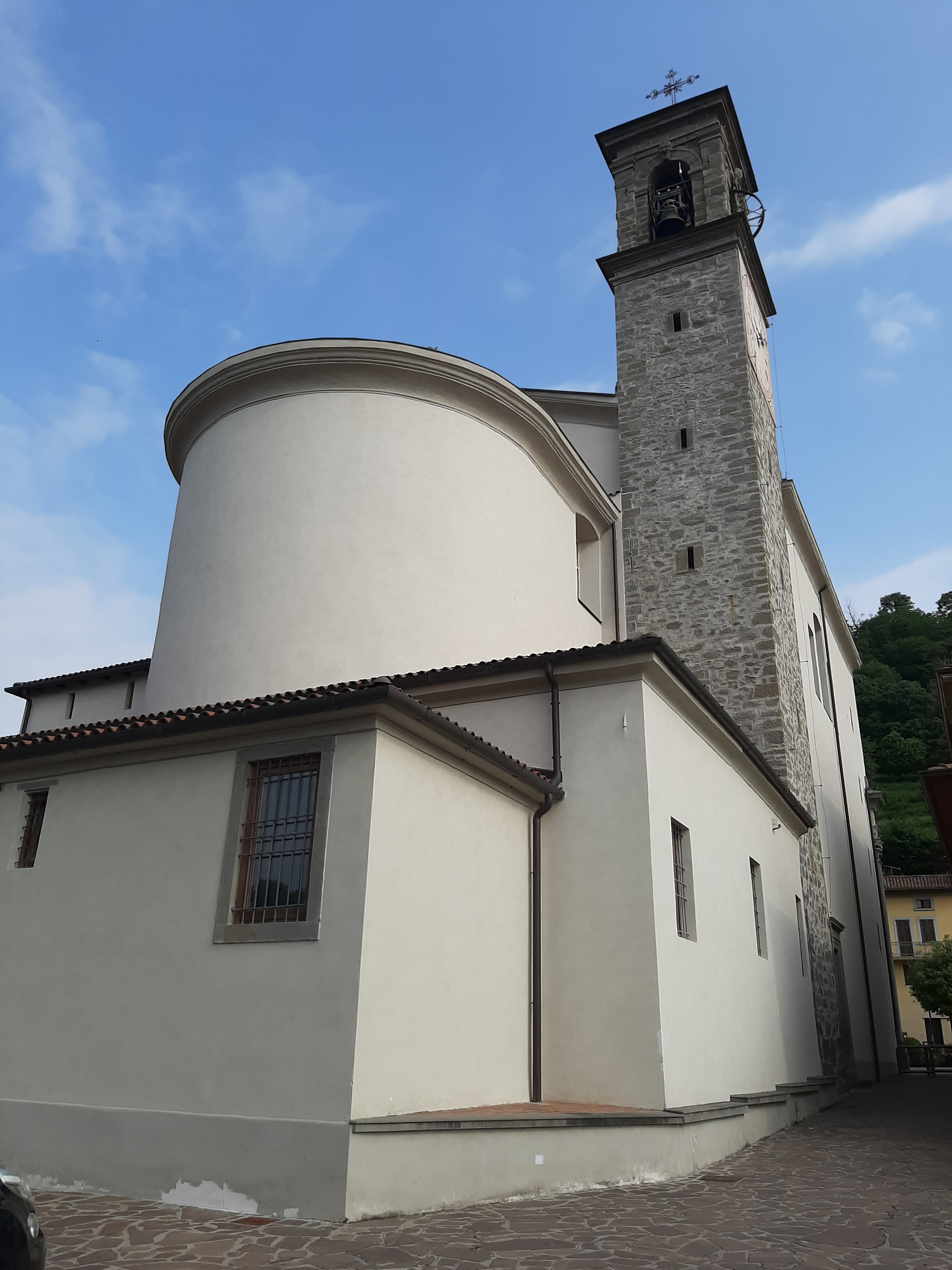

### Interno
La navata unica a croce greca presenta nella prima parte con volta a botte, il fonte battesimale a sinistra e corrispondente a destra la cappella dedicata alla Madonna di Lourdes.
Proseguendo nella navata, si incontrano due cappelle con altari. Nell’altare di destra dedicato a Sant’Alessandro di Bergamo vi è la pala del 1717 rappresentante Santa Grata che raccoglie la testa recisa di sant'Alessandro realizzata da Paolo Zimengoli come indica la firma riposa in basso: G. Paulus Zimengolus.
L'altare di sinistra è dedicato alla Madonna del Rosario e ospita la statua realizzata in legno policromo nel 1725 da Andrea Fantoni e di cui rimane un documento nell'archivio parrocchiale in cui parlando del pagamento dice “In pagamento della suddetta statua ho ricevuto tanto vino della chiesa”.
La zona del presbiterio ospita al centro l'altare in stile impero con una medaglia in marmo rosa raffigurante la Santissima Trinità e una tribuna con basamento in marmo su cui poggiamo sei eleganti colonne sui capitelli corinzi che reggono una volticella sopra la quale vi è la statuetta di Cristo vittorioso. Alle spalle si trovano tre dipinti, di cui quello al centro è una pala realizzata nel 1724 dal pittore veneziano Bartolomeo Litterini che rappresenta la Madonna del Rosario con santi e la Trinità. La Madonna è raffigurata al centro della composizione, seduta su una nuvola mentre dona un rosario a san Domenico. In basso a sinistra sant'Alessandro osserva la scena dopo essersi spogliato dell'elmo e della spada regge nella mano destra la palma del martirio. Alle spalle, in alto, è rappresentata la Trinità con il Cristo che regge il crocifisso, il santo Padre e la colomba dello Spirito Santo; diversi puttini e teste di puttino aleggiano intorno alla scena. Ai lati della pala centrale si trovano due dipinti murali, opera di Filippo Comerio.
La zona presbiteriale a pianta rettangolare e di misure inferiori rispetto all'aula, è rialzata da tre gradini. Verso il presbiterio, anticipando l'arco trionfale, sono presenti due ingressi: a sinistra conduce alla sagrestia e a destra alla cappella dedicata alla Madonna Addolorata. La volta a botte è completamente stuccata e affrescata. Il coro absidato conclude la parte.
L'altare comunitario rivolto ai fedeli, posto negli anni '70 in ottemperanza alle indicazioni del concilio Vaticano II è in formica e metallo fuso con parti argentate. Nella parte del basamento vi è il rilievo raffigurante la cena di Emmaus, e due aneli adoranti.

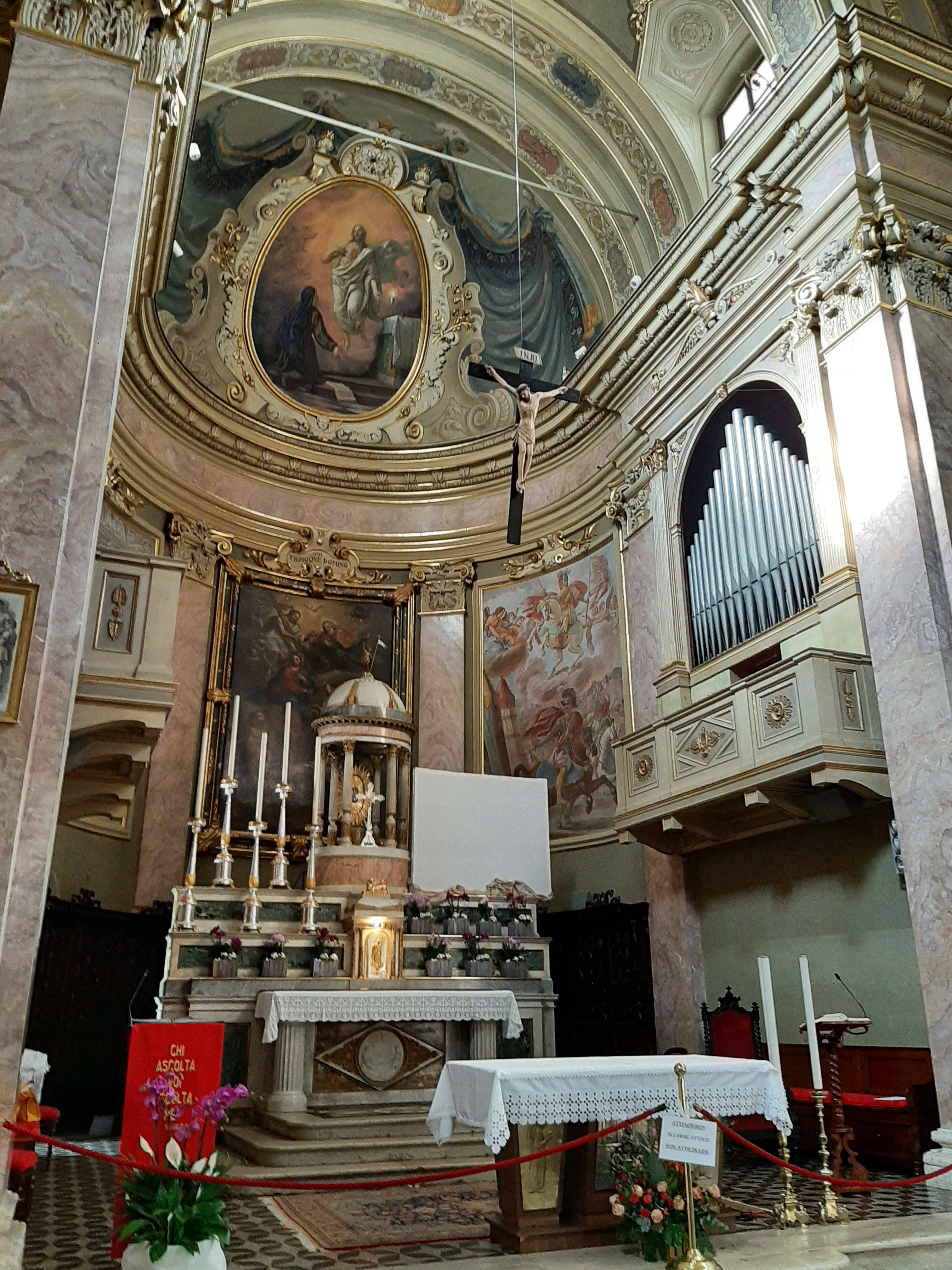
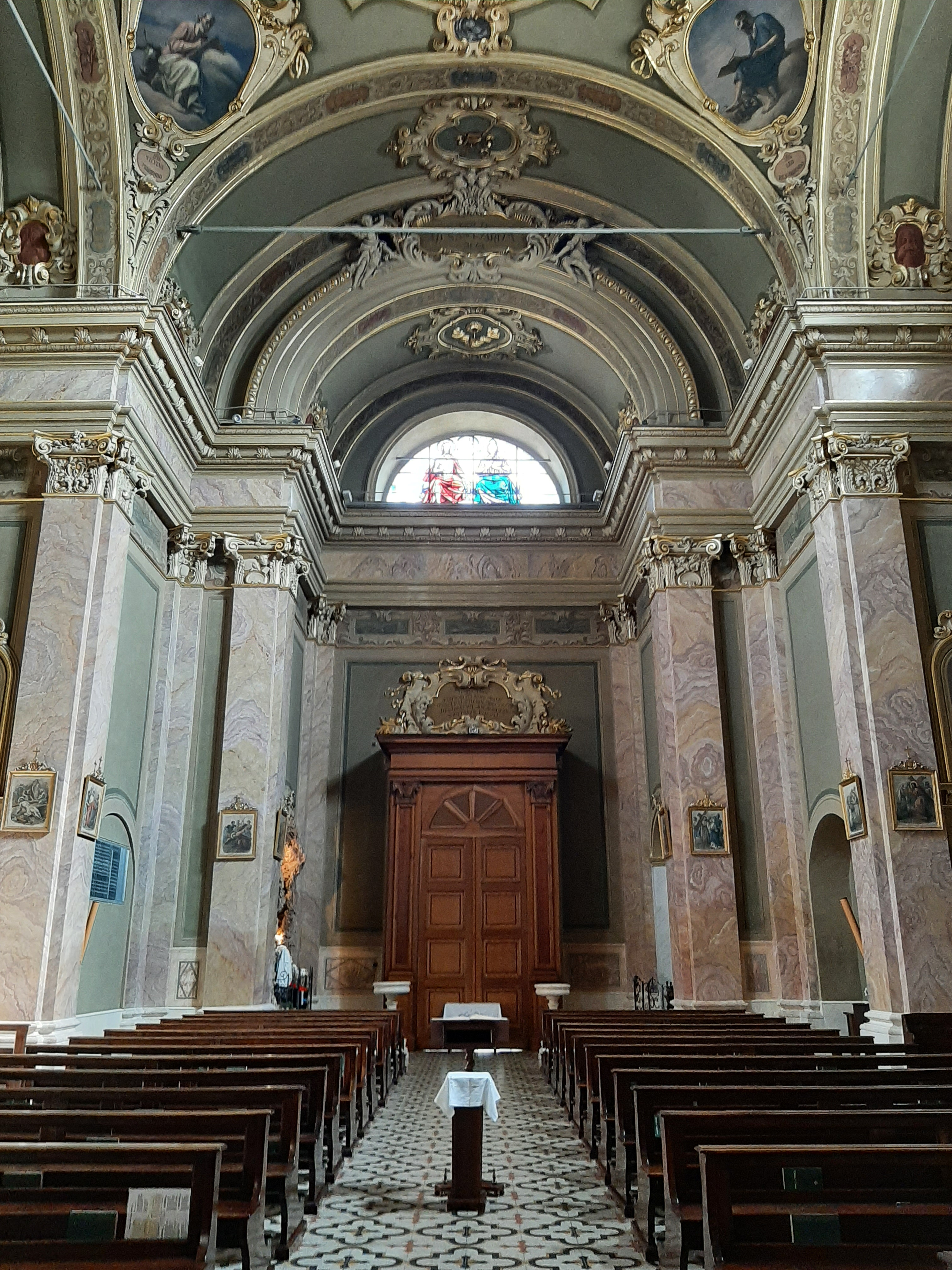
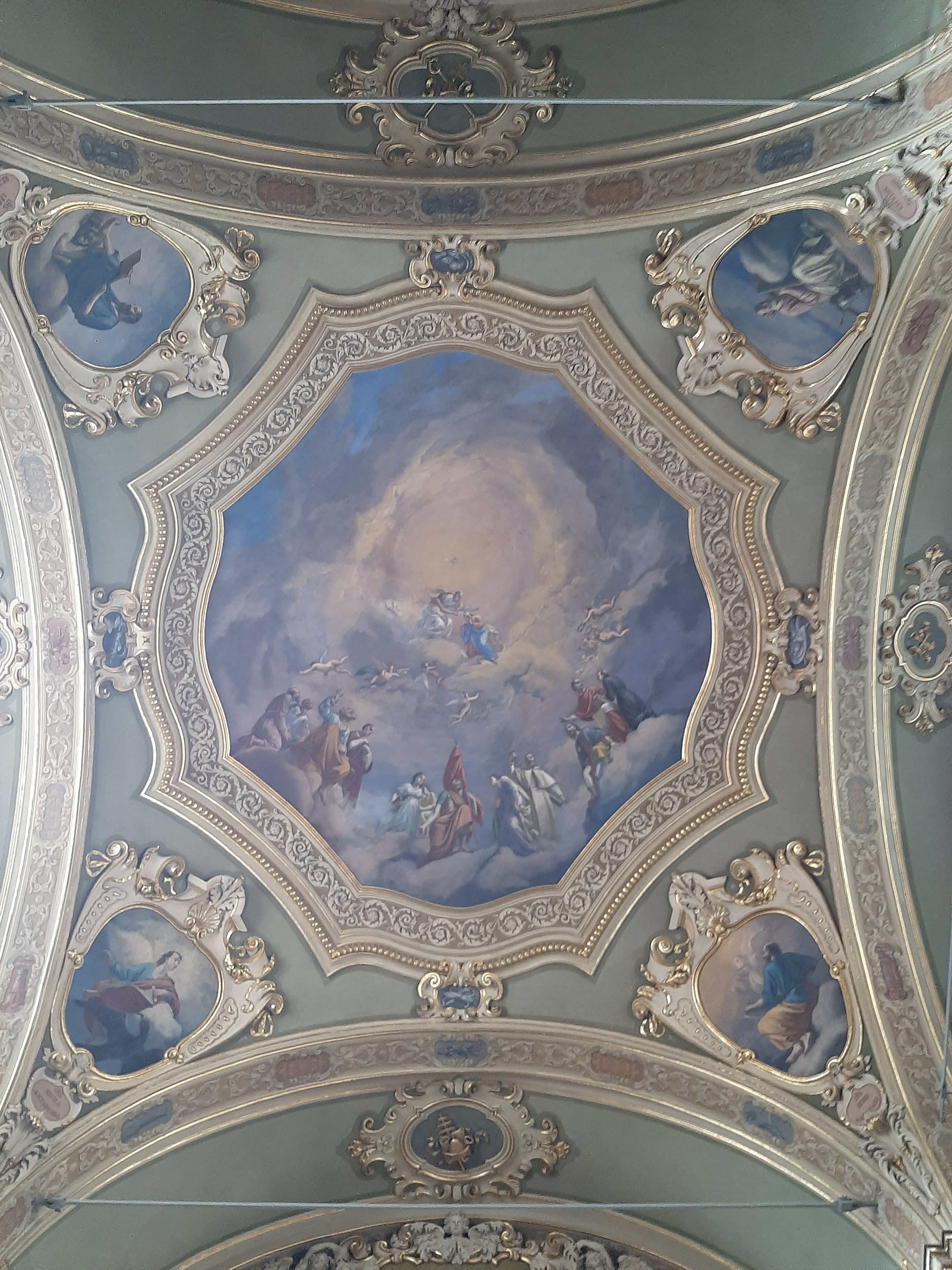
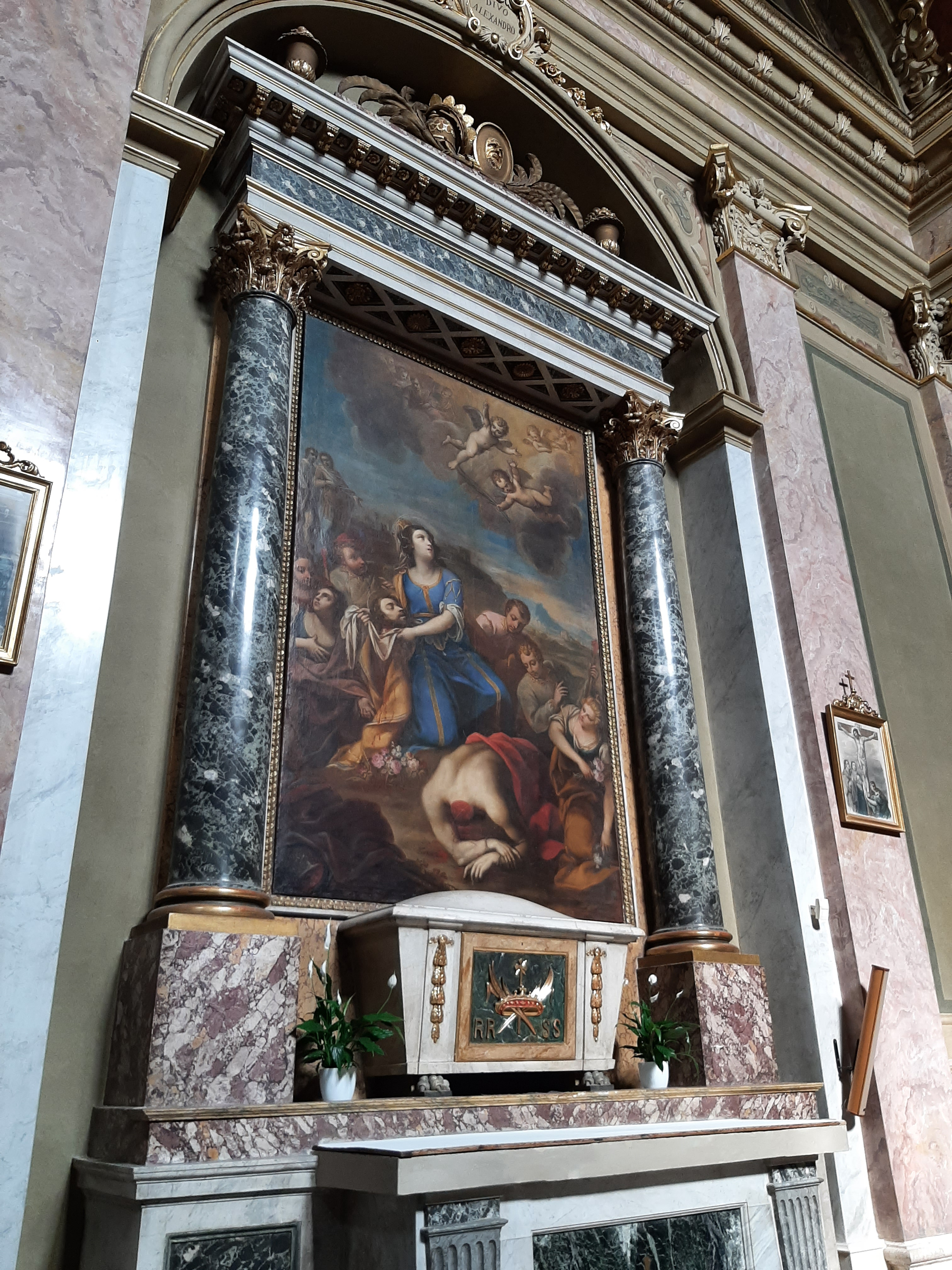
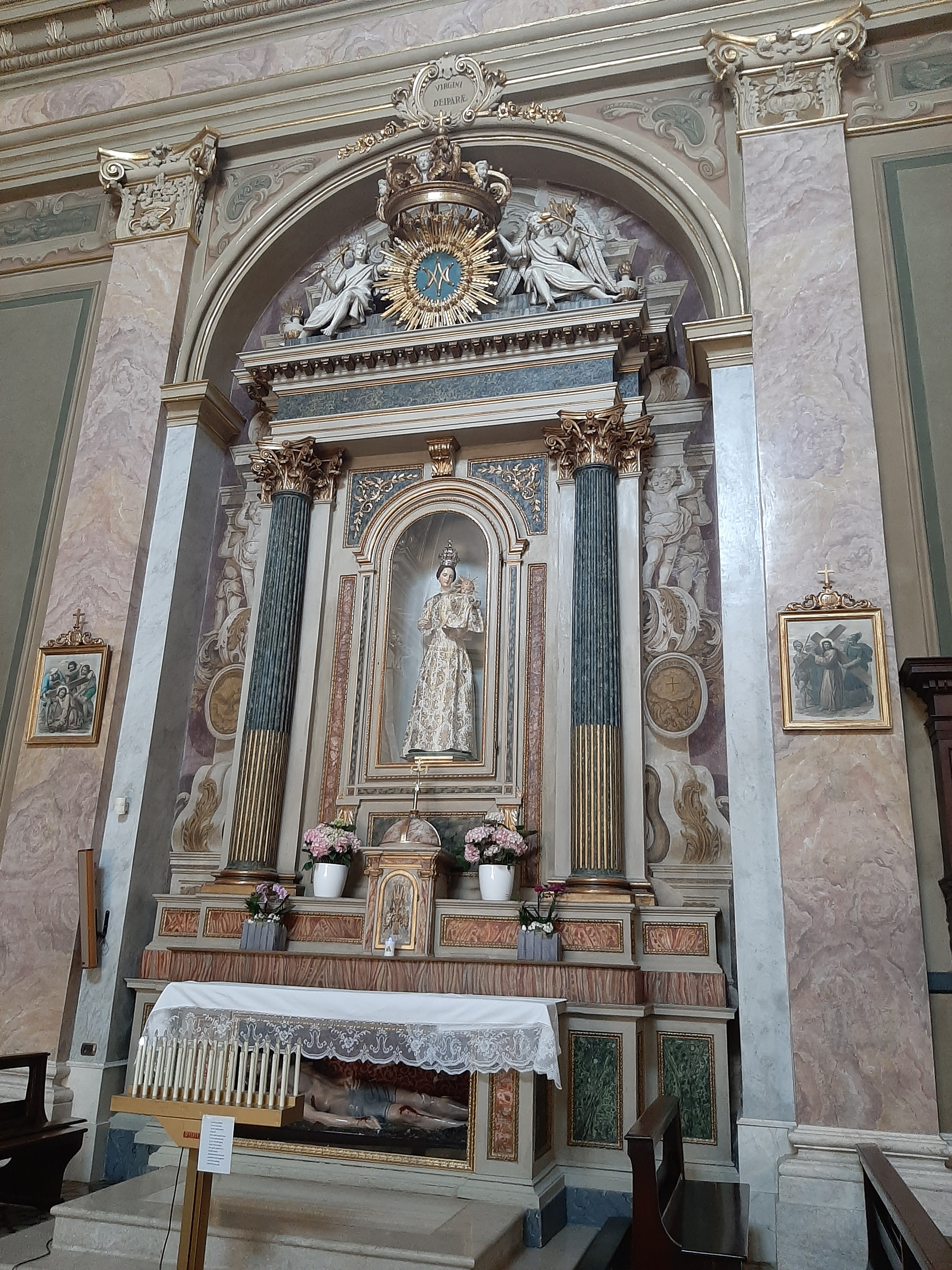
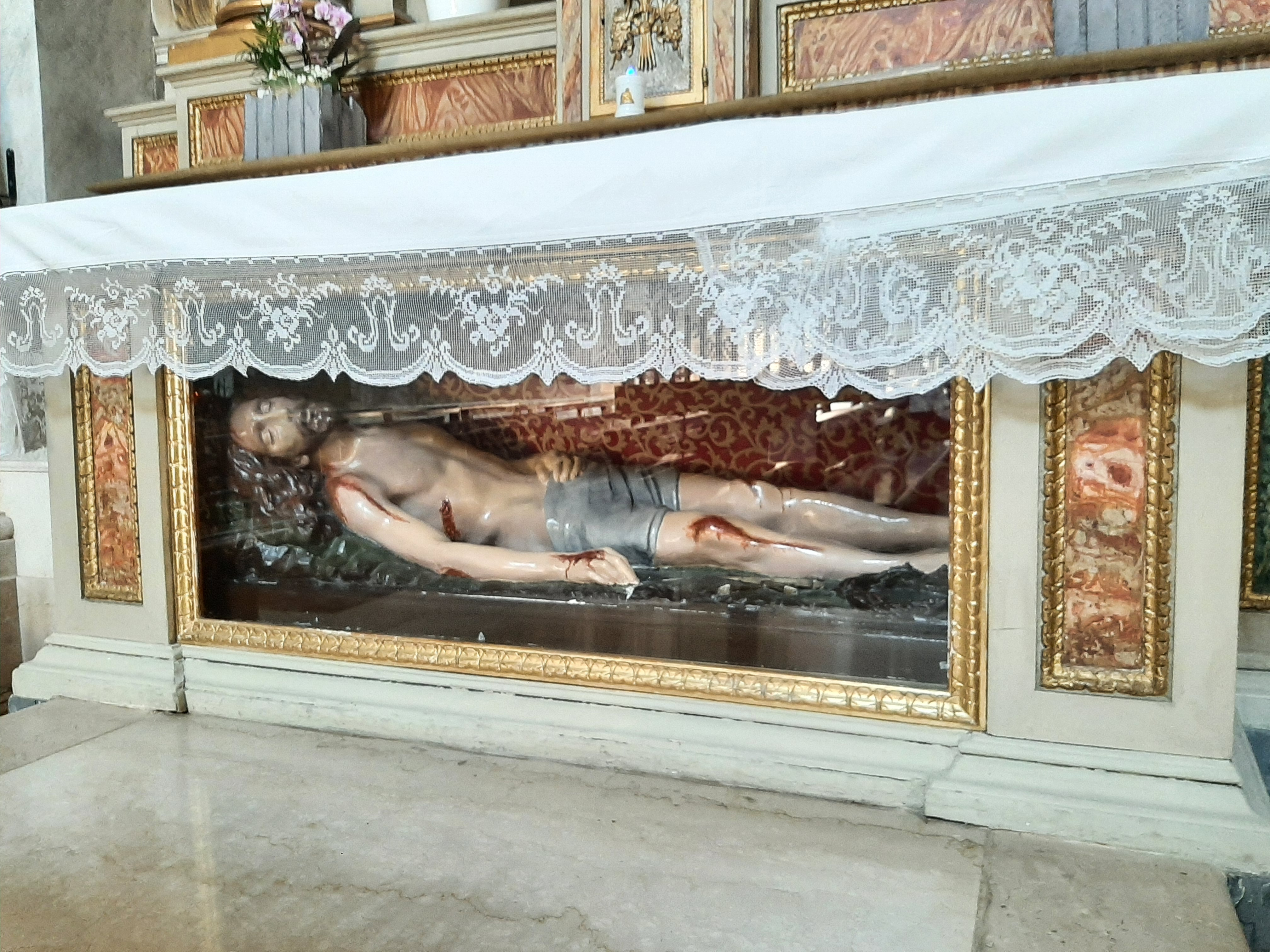
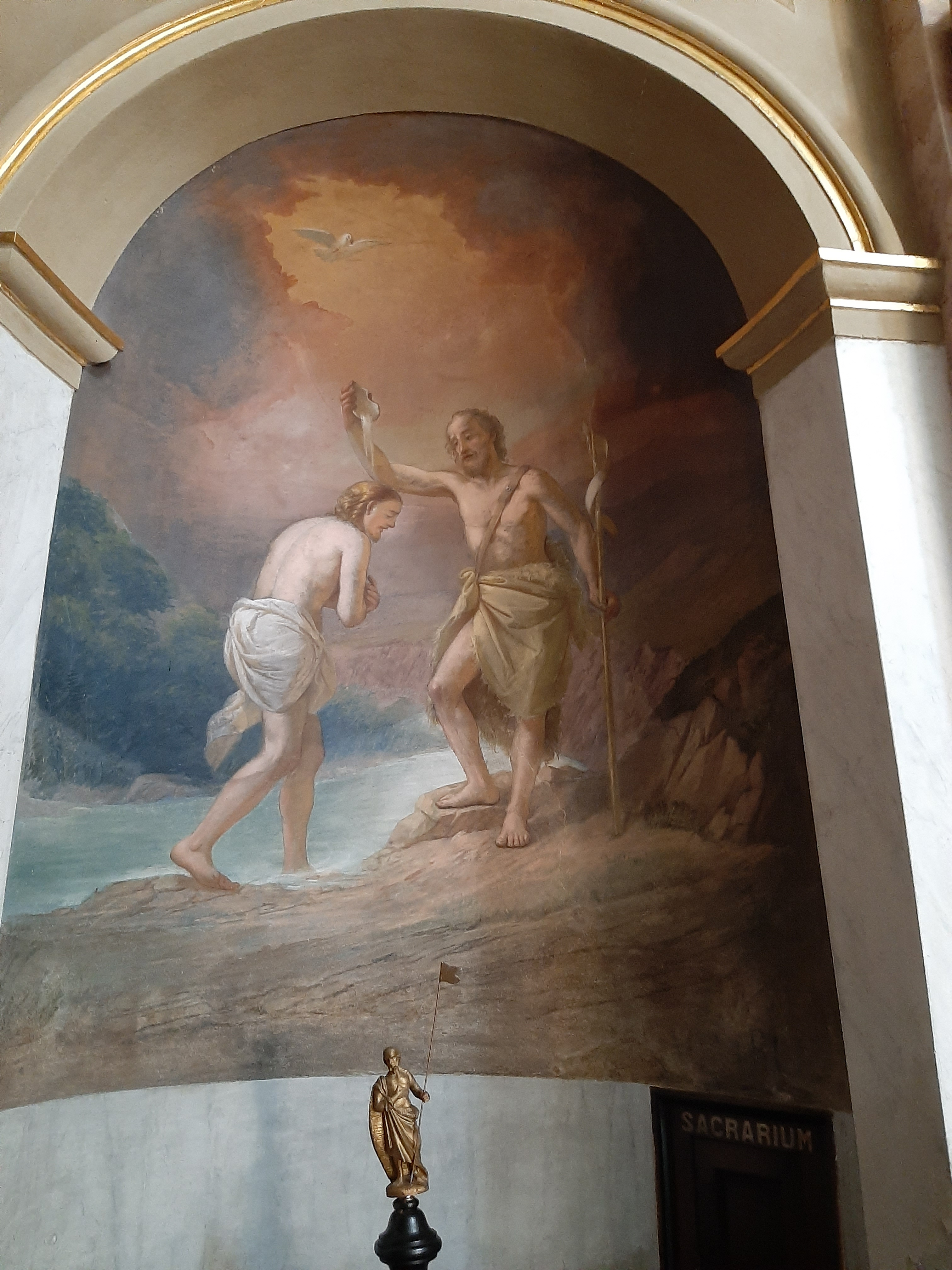
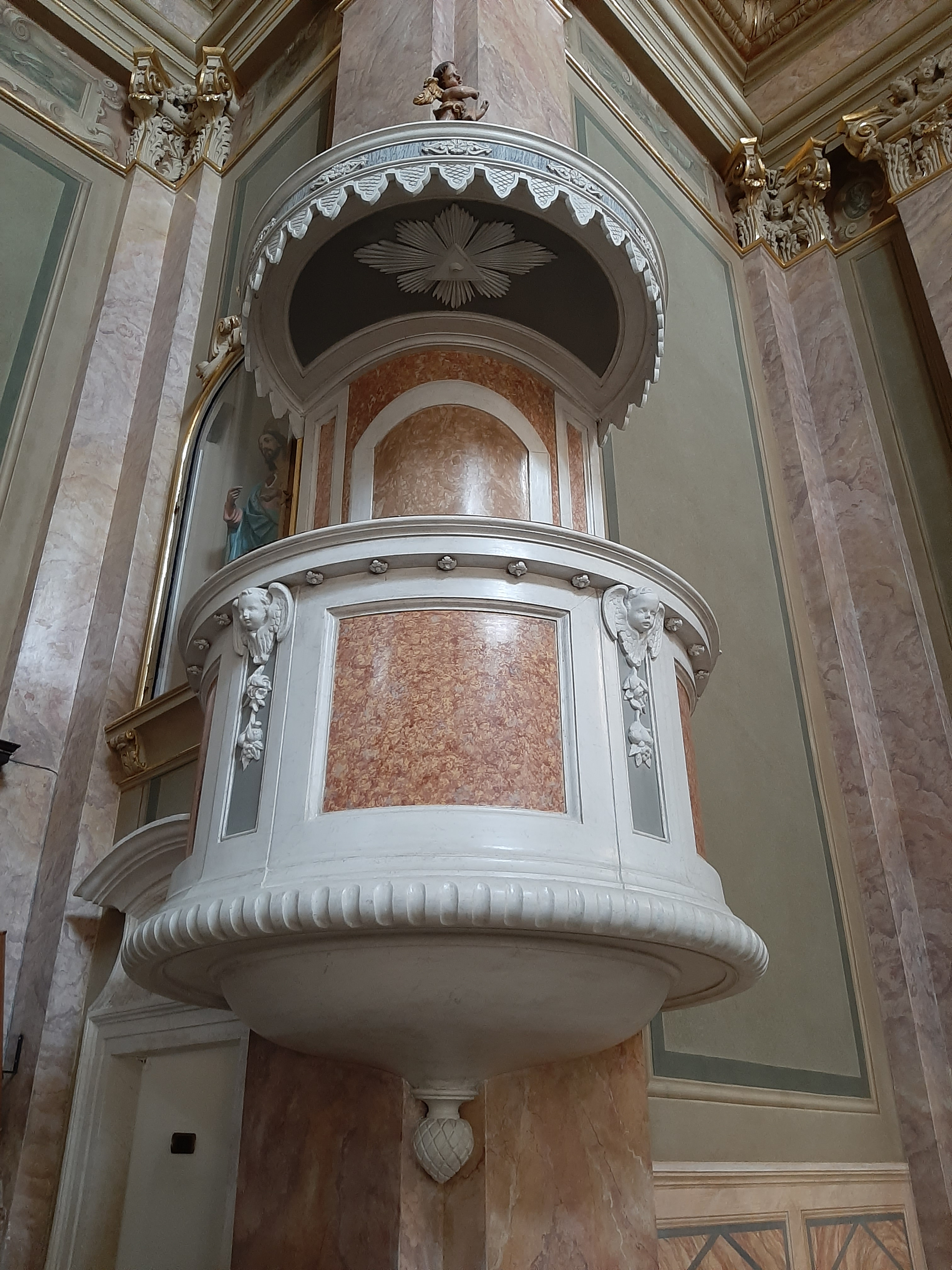

### Partitura decorativa
Per quanto riguarda la partitura decorativa della chiesa di Sant'Alessandro, le pareti sono caratterizzate da una tinta verde intervallata a lesene in finto marmo rosato con base in marmo bianco di zandobbio; il semipilastro e il capitello sono in stucco. Sui capitelli corre la trabeazione con cornice aggettante.
La nuova decorazione nasce in seguito a un cedimento della chiave di volta che teneva insieme i due piloni del presbiterio e che aveva prodotto varie crepe nella chiesa tanto che non si poteva più celebrare la messa. I lavori vennero eseguiti dall'ingegner Bortolo Cancelli di Tagliuno nel 1842 e una ventina d’anni dopo, nel 1864, si provvide a ridare una nuova tinta alla chiesa e ad abbellire con dipinti e stucchi la volta dell’abside e della navata.
Per la realizzazione degli affreschi viene contattato il pittore Antonio Guadagnini mentre per gli stucchi, lo stuccatore Cipriano Spinelli. Per il programma iconografico della decorazione, è probabile sia stato suggerito dal parroco di Villongo che aveva commissionato l'opera, ovvero don Antonio Allegrini.
Nell'ovale sopra il coro il Guadagnini dipinge la visione del Cuore di Gesù a Santa Margherita Maria Alacoque. Nel soffitto della navata raffigura invece la Trinità e la gloria dei santi nella tazza ottagonale e i quattro evangelisti nei peducci.
Passando a illustrare nello specifico l'imponente apparato iconografico si osservano, nella tazza ottagonale 5 gruppi di soggetti. Nella parte alta dell’affresco campeggia la SS. Trinità che accoglie la Madonna; ai loro piedi sciama un gruppo di angioletti recanti corone di fiori. In basso, partendo da sinistra, il primo gruppo raffigura un santo con tunica inginocchiato, di difficile identificazione in quanto sprovvisto di simboli, accanto, un santo con corazza ed elmo, poi San Giuseppe con un fiore in mano e San Lorenzo con la graticola. Il secondo gruppo raffigura Santa Dorotea martira con una corona floreale in testa mentre regge con la destra un cesto colmo di fiori e di frutti e con la sinistra il giovane Teofilo; l'ultima figura del gruppo è Sant'Alessandro recante nella mano sinistra un vessillo.
Il terzo gruppo raffigura Santa Grata e san Giovanni di Matha, in abito bianco con croce blu e rossa, simbolo dei Trinitari.
Il gruppo di santi che chiude la scena sono San Carlo Borromeo e san Luigi Gonzaga che paiono colti in fraterno dialogo.
Gli affreschi della volta mostrano un disegno vigoroso e possente, di livello superiore rispetto a quello raggiunto dall’artista pochi anni prima (1862) nella cappella del Crocifisso del Duomo di Bergamo.
Ma l'autentica meraviglia del ciclo villonghese risiede nella parte ornamentale in cui il pittore dispiega la sua creatività negli 82 simboli collocati in rettangoli di diverse dimensioni e realizzati con specifiche cromie in base alla collocazione: verde per i simboli sotto il cornicione, rosse per i simboli sopra il cornicione, grigi per i simboli ai lati della tazza ottagonale.
L'ultima pittura eseguita dal Guadagnini, dopo Santa Margherita Alacoque dell'abside, è il San Giovanni Battista che battezza Gesù Cristo nel fonte battesimale a sinistra dell'ingresso.